# Ramulus stilpnoides
Espèce
Synonymes
- Baculum stilpnoides (Kirby, 1888)[2]
- Clitumnus stilpnoides Kirby, 1888 - protonyme[2]

Statut de conservation UICN

 VU B1ab(v)+2ab(v) : Vulnérable
Ramulus stilpnoides est une espèce d'insectes de la famille des Phasmatidae endémique de l'île Christmas en Australie.